# Бауэр, Вольфганг (синолог)
Вольфганг Леандер Бауэр (кит. трад. 鮑吾剛, упр. 鲍吾刚, пиньинь Bào Wúgāng, 1930—1997) — немецкий синолог.

## Биография
Родился в семье известного семитолога Ганса Бауэра и Евгении Кершбаумер. В 1937 году Вольфганг осиротел. Окончил гимназию Вильгельма в Галле, после окончания среднего образования всерьёз выбирал между медициной и живописью. Зимой 1948 года он поступил в только что основанный Институт Восточной Азии университета Людвига-Максимилиана в Мюнхене. Помимо китайского языка изучал монгольский и японский, а также маньчжурский — официальный язык последней императорский династии Китая, санскрит и тибетский — готовя себя к карьере востоковеда-универсала.
В 1953 году Бауэр получил докторскую степень в возрасте 23 лет, и поступил ассистентом в университет. В 1959 году прошёл процедуру хабилитации. Преподавал также во Франкфурте. В 1960 году провёл год в Мичиганском университете в качестве приглашённого профессора. Впоследствии приглашался в Гарвардский, Йельский, Колумбийский университеты, университеты Беркли и Сиэтла (где была мощная советологическая школа, занимавшаяся и синологией). По гранту Фонда Карнеги в 1962 году впервые посетил Тайвань и Японию, где бывал регулярно.
В 1962—1966 годах работал в Гейдельбергском университете, где получил приглашение вести семинар в Ассоциации китайских исследований. В 1966 году вернулся в Мюнхен, где активно занялся проблемами китайской Культурной революции, получив должность профессора. В 1981—1983 годах возглавлял факультет археологии и культурологии, несколько раз (с перерывами) избирался директором Мюнхенского института изучения Восточной Азии. В 1985 году избран действительным членом Баварской Академии, а в 1991 году — член-корреспондентом Вестфальской Академии в Дюссельдорфе. В 1997 году награждён Федеральным крестом «За заслуги» I степени.

## Основные труды
- China und die Hoffnung auf Glück (1971)
- Das Antlitz Chinas (1990).
- Geschichte der chinesischen Philosophie (2001).